# Saloum-Delta
Das Saloum-Delta (französisch Delta du Saloum) ist ein Flussdelta an der Atlantikküste Senegals und erstreckt sich unter dem Einfluss der Gezeitenströmung entlang der Flüsse Saloum und Sine von der Region Fatick bis in die Region Kaolack über 90 Kilometer weit ins Landesinnere und gestaltet das Bild der Küste auf einer Breite von über 60 Kilometer. Das Delta wird geprägt durch unzählige mäandrierende Wasserläufe und Mangrovenwälder. Seine Fläche erreicht unter Einbeziehung aller Gebiete, deren Gewässer von der Gezeitenströmung beeinflusst werden sowie der Flachwasserzonen vor der Küste, die von Sandbänken und Untiefen gekennzeichnet sind, großzügig bemessen rund 5000 km². Seit 2011 ist eine 1458,11 km² umfassende Kernzone des Deltas als UNESCO-Welterbe unter Schutz gestellt, eingebettet in ein 2340 km² großes UNESCO-Biosphärenreservat, das seit 1981 besteht.

## Geographische Lage
Die Grenzen des Saloum-Deltas und seine Fläche sind je nach den angewandten Kriterien sehr unterschiedlich beschrieben. Nach den Dokumenten, die für Anerkennung als UNESCO-Biosphärenreservat und als UNESCO-Welterbe zur Verfügung stehen, ist von einer Größe von 5000 km² die Rede und man bezieht dabei im Norden die Tiefebenen bis Thiès (!) mit ein. Sinnvoll ist wohl als Nordgrenze die Einbeziehung der Tiefebenen auf der Linie Joal-Fadiouth–Fatick–Kaolack–Latmingué. Als Südgrenze ist das Nachbarland Gambia gegeben, im Westen folgt die Grenze auf dem Meer entweder dem Meridian 16°46'23.7"W (Welterbe) oder 16°48'00"W (Biosphärenreservat). Eine großzügige Begrenzung im Osten folgt von Karang Poste über Toubacouta und Passy bis Kaolack dem Verlauf der Nationalstraße N 5.
Durch das Saloum-Delta führen drei wichtige Flussarme, die teilweise parallel zueinander in Nordost-Südwest-Richtung verlaufen: der Saloum-Hauptarm als rechter nördlicher Arm, der Diombos in der Mitte und der Bandiala im Süden. Den Raum zwischen den Hauptarmen nehmen zwei große Inselgruppen ein. Zwischen dem Saloum und dem Diombos liegen die Îles du Saloum, auch als Îles du Gandoul bekannt, und zwischen dem Diombos und dem Bandiala liegen die Îles de Bettenty, benannt nach dem Hauptort Bettenty an der Atlantikküste.
Zwischen diesen Hauptarmen liegt ein dichtes Netz von mäandrierenden Bolongs, die einen Archipel von mehr als 200 Inseln schaffen, die hier mal mehr und dort mal weniger breit von Mangrovenwald gesäumt sind, in dem sich Salzwasser und Süßwasser mischen. Die größte und wichtigste Insel liegt ganz im Osten des Deltas, die Insel Loog, auf der die Départementspräfektur Foundiougne liegt; die Bevölkerungszahl der dortigen drei Inselgemeinden lag im Jahr 2023 laut Zensus bei zusammen 26.796 Einwohnern. Aber auch außerhalb der Hauptarme spült die Gezeitenströmung Wasserläufe in die Landschaft. So sind es nördlich des Saloum-Hauptarms namentlich der Marigot de Guilor, der die Insel Mar Lodj umgibt, der Marigot de Faoye, der Marigot de Fayil und nicht zuletzt der Unterlauf des Sine, die das Land teilweise noch 20 Kilometer vom Hauptstrom entfernt amphibisch gestalten. Auch im Süden zwischen dem Diombos und dem Jinnak Bolon an der von der gambischen Grenze geteilten Insel Jinack Island setzen sich die Mangrovenwälder fort.
Zum UNESCO-Welterbe zählt entsprechend des der Nomination beigefügten Kartenmaterials zunächst das schon seit 1976 unter Schutz stehende Gebiet des Nationalpark Delta du Saloum, also das Küstenmeer mit den darin befindlichen kleinen Inseln, Sandbänken, Untiefen und Flachwasserzonen, ferner an der gambischen Grenze das Wildreservat Forêt de Fathala mit dem vorgelagerten Mangrovengebiet um den Jinnak Bolon. Außerhalb des Nationalparks ergänzen die Inselgruppen Îles du Saloum und die Îles de Bettenty das Welterbe. An der Ostgrenze schließt die Schutzzone die Wasserfläche des Diombos mit ein und beim Bandiala folgt die festlandseitige Grenze dem Rand des überschwemmungssicheren Hochufers. Die Nordgrenze hingegen spart die Wasserfläche des Saloum-Hauptarmes aus. Die so beschriebene Grenze des Welterbes umfasst ein Gebiet von rund 1508 km², während sie in der Nomination mit 1458,11 km² angegeben ist. Das Welterbe umfasst drei große Ökosysteme; das Ökosystem Mangrove hat den flächenmäßig größten Anteil, gefolgt von dem Marinen Ökosystem und das Wildreservat Fathala schließlich zählt als Trockenwald.
Die Begrenzung der Pufferzone rings um das Welterbe entspricht der Grenze des Biosphärenreservats. Die Westgrenze im Küstenmeer folgt dem Meridian 16°48'00"W, die Südgrenze der gambischen Grenze bis Karang Poste, die Ostgrenze der Nationalstraße N 5 bis Passy und der N 9 bis Foundiougne und die Nordgrenze schließlich folgt dem Nordufer des Saloum-Hauptarms bis zur Mündung bei Djifer (Palmarin Facao). Diese Fläche beläuft sich auf 2340 km². Mangroven bedecken im Biosphärenreservat eine Fläche von 556,43 km².

## Welterbestatus
Die UNESCO sieht den herausragenden universellen Wert des Saloum-Deltas, kurz zusammengefasst, wie folgt (Text frei übersetzt aus dem Englischen):

„Die Region des Saloum-Deltas ist ein bemerkenswertes Zeugnis für die Synergie zwischen einer natürlichen Umwelt mit umfassender biologischer Vielfalt und einer besonderen Art der Art der menschlichen Entwicklung, die noch immer, wenn auch fragil, fortdauert. Hier wurden nachhaltige Methoden für Muschelernte und Fischfang im Brackwasser sowie für Haltbarmachung und Export der Erzeugnisse entwickelt. Die Muschelhügel und die Tumuli bilden besondere und außergewöhnliche Kulturlandschaften.
Die zahlreichen Muschelhügel im Saloum-Delta sind in der Regel gut erhalten und haben teilweise imposante Dimensionen. Sie sind direkte Zeugnisse nachhaltiger und sehr alter sozioökonomischer Praktiken. Im Laufe der Jahrhunderte haben sie zur Bildung zahlreicher von Menschen geschaffener Inseln geführt, die zur Stabilisierung des Landes und der Kanäle des Deltas beitragen. Mit ihrer charakteristischen Vegetation innerhalb der natürlichen Umgebung des Deltas bilden die Muschelhügel typische Kulturlandschaften. Auf einigen Muschelhügeln befinden sich Tumuli; sie bilden mit ihrer Baobab-Vegetation und ihren wellenförmigen Formen Grabstätten mit spezifischen Landschaftsmerkmalen.“

Die Regierung Senegals hatte das Saloum-Delta zur Eintragung in die Welterbeliste der UNESCO  aufgrund der Kriterien iii., iv., v. als Kulturerbe und aufgrund der Kriterien vii. und x. als Naturerbe nominiert (Text frei übersetzt aus dem Französischen):

„Kriterium (iii): Im Saloum-Delta befinden sich bedeutende Fundstätten von Hügeln aus Muschelschalen („amas coquilliers“), die von einer sehr alten menschlichen Besiedlung und Subsistenzwirtschaft zeugen. Die Bestandsaufnahme listet 218 Muschelhügel auf den Îles du Saloum auf, von denen 28 in Nekropolen mit Tumulusbestattungen umgewandelt wurden. Diese Stätten entstanden durch die allmähliche Anhäufung von Muschelschalen, zu denen weitere menschliche Aktivitäten hinzukamen. Die Tradition der Muschelanhäufung ist drei Jahrtausende alt, die der Tumuli ist jünger. Die Datierungen von Objekten an den ausgegrabenen Stätten zeigen, dass die Praxis der Bestattung bereits im 4. Jahrhundert nach Christus existierte.
Die Muschelhügel des Saloum sind spektakulär in ihrer Größe und können jeweils eine archäologische Schichtung von bis zu 15 Meter Dicke erreichen (der Amas de Sandalé gipfelt auf 15,20 Meter Höhe) bei einem Durchmesser von fast 450 Metern. Sie zeugen von den Auswirkungen einer Sammeltätigkeit, die, obwohl sie in der ganzen Welt verbreitet ist, hier mehr als anderswo eine landschaftliche Wirkung hatte und die Umwelt des Deltas mit der Errichtung von regelrechten künstlichen Inseln buchstäblich umgewandelt hat. Es ist bemerkenswert, dass diese dreitausend Jahre alte Praxis bis heute fortgesetzt wird. Denn obwohl vom Bau neuer Tumuli auf den Muschelhügeln in unseren Tagen nirgendwo mehr berichtet wird, geht die handwerkliche Muschelernte durch den Fortbestand der Umweltbedingungen im Delta weiter, da er die Fortpflanzung der Meeresmuscheln begünstigt. Auch wenn die Populationen, die die protohistorischen Tumuli errichtet haben, heute verschwunden sind, so blieb ihre Kulturtechnik der Aufschichtung von Muschelschalen erhalten. Noch heute gewinnt man Land im Saloum-Delta durch diese Form der Polderung, die darin besteht, an den Rändern der bewohnten Gebiete immer wieder kleine Muschelhaufen abzulagern, die im Laufe der Zeit den Lebensraum in einer Umgebung, in der festes Land selten und sehr begehrt ist, erheblich erweitern. So haben wir sowohl beim Sammeln der Muscheln als auch bei ihrer Verarbeitung noch heute die außergewöhnliche Gelegenheit, in vivo eine handwerkliche Praxis zu beobachten, die durch Umfang, Konstanz und historische Dauer die Landschaft des Saloum-Deltas so annehmbar geformt hat.“

„Kriterium (iv): Die Kulturlandschaft, die die Erbauer der Muschelhügel im Saloum-Delta hinterlassen haben, ist ein perfektes Beispiel für eine seit Jahrtausenden gelungene Integration in die Umwelt der Mangroven. Angesiedelt in einem Biotop mit vielfältigen, aber besonders gefährdeten Ressourcen, gelang es den protohistorischen Populationen des Saloum, trotz globaler Veränderungen und menschlicher Aktivitäten, die die Mangrovenbestände in gleichen Breitengraden zerstört haben, die riesigen Muschelanhäufungen der jahrtausendelangen Sammltätigkeit in einen Vorteil für das Delta zu verwandeln. Die Besiedlung der Muschelhügel durch eine üppige Vegetation aus Mangroven, Baobabs und Hochgräsern ermöglichte auf ursprünglich völlig künstlichen Plattformen besondere Biotope, die sich die Wildtiere bald aneigneten. Die Muschelhügel sind mit den natürlichen Inseln des Deltas so perfekt und harmonisch verbunden, dass nur der geübte Blick der Experten, die Klugheit der Satellitenbilder und die Geschichte der mündlichen Überlieferung diese fast vollendete Fusion verraten können.
[Für die ursprünglichen Bewohner] war das Delta eine relativ konstant funktionierende Schutzzone, bis sie von der Ankunft der Serer und dem hierarchisierten und stark zentralisierten Königreich Saloum einereseits und andererseits von den europäischen Seefahrern an den Küsten bedrängt wurden, die das Zeitalter des Sklavenhandels brachten. Die kombinierte Wirkung dieser beiden Prozesse besiegte die Tumulus-Erbauer, die uns in dieser Landschaft so bemerkenswerte Spuren ihrer langen Präsenz hinterlassen haben.“

„Kriterium (v): Die Muschelhügel und Tumuli des Saloum-Deltas sind historische und gegenwärtige Zeugen einer Wechselwirkung zwischen dem Menschen und seiner Umwelt über etwa dreitausend Jahre, in denen der Mensch die Deltalandschaft prägte. Die Muschelhügel sind aufgrund ihrer Höhe, die manchmal mehr als zehn Meter über dem Meeresspiegel liegt, zu bemerkenswerten Elementen in einer Umgebung geworden, in der die Höhe der sandig-lehmigen Böden selten mehr als drei Meter beträgt. Die Muschelhügel sind stabile und harte Gebilde, die der Küstenerosion gut widerstehen und somit zum Küstenschutz beitragen.
Diese Praxis der Anlage von Muschelhügeln, die im ersten Jahrtausend v. Chr. begann, erlebte im 4. Jahrhundert eine einzigartige Entwicklung, als man einige Hügel zu Nekropolen und Heiligen Orten umwandelte, die mehrere Grabhügel aufnehmen konnten und die so zu Gräberfeldern wurden. Diese kultische Aktivität beeinflusste die Form einiger Muschelhügel, deren Silhouette durch die darauf errichteten Tumuli zu einer bemerkenswerten Hügellandschaft wurde, einem Blickfang, der Bewegung und Relief in diese ruhige und flache Welt brachte, „weder Land noch Meer“, um es mit den Worten des Akademikers Jean-Christophe Rufin zu sagen.
Die Umwandlung von Muschelhügeln zu Nekropolen ist einer der spezifischsten und spektakulärsten Aspekte des Saloum-Deltas. Nirgendwo sonst auf der Welt hat sich Spiritualität in einem Muscheldelta-Milieu mit so viel Kraft und landschaftlicher Wirkung auf die Umwelt manifestiert. Die Völker, die die Muschelgrabhügel um das 8. Jahrhundert n. Chr. errichteten, haben der Nachwelt ein einzigartiges Werk hinterlassen, das von einer Kultur zeugt, die heute zwar verschwunden ist, deren grundlegende Aspekte aber - die Nachhaltige Entwicklung der Ressourcen des Deltas - haben überdauert.“

Von der Wiedergabe der Begründungen für Kriterium (vii): landschaftliche Schönheit - und Kriterium (x): Artenvielfalt - wird abgesehen, da die UNESCO diese Kriterien nicht angenommen hat.

## Fauna
Die Tierwelt im Saloum-Delta umfasst unter anderem wildlebende Säugetiere wie die Primaten Husarenaffe und Westafrikanischer Stummelaffe, Meeressäuger wie Delfin und Manati, Antilopen wie Kronenducker und Buschbock, sowie Warzenschwein und Tüpfelhyäne.

## Bildergalerie

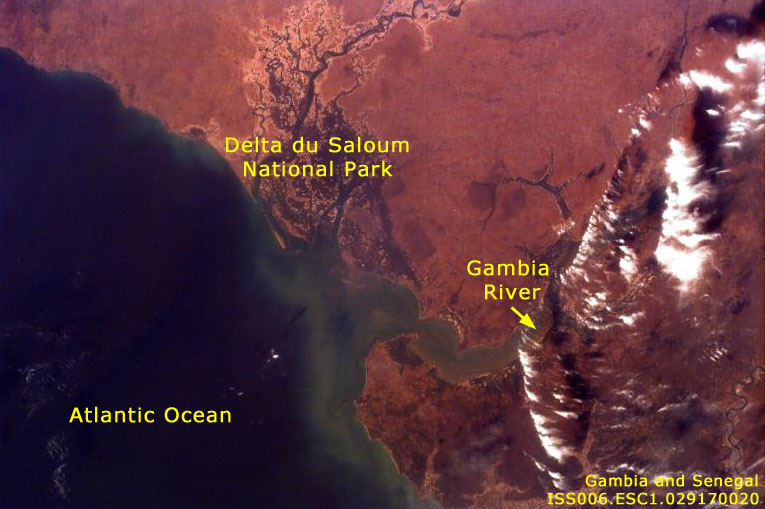
Satellitenbild des Saloum-Nationalparks
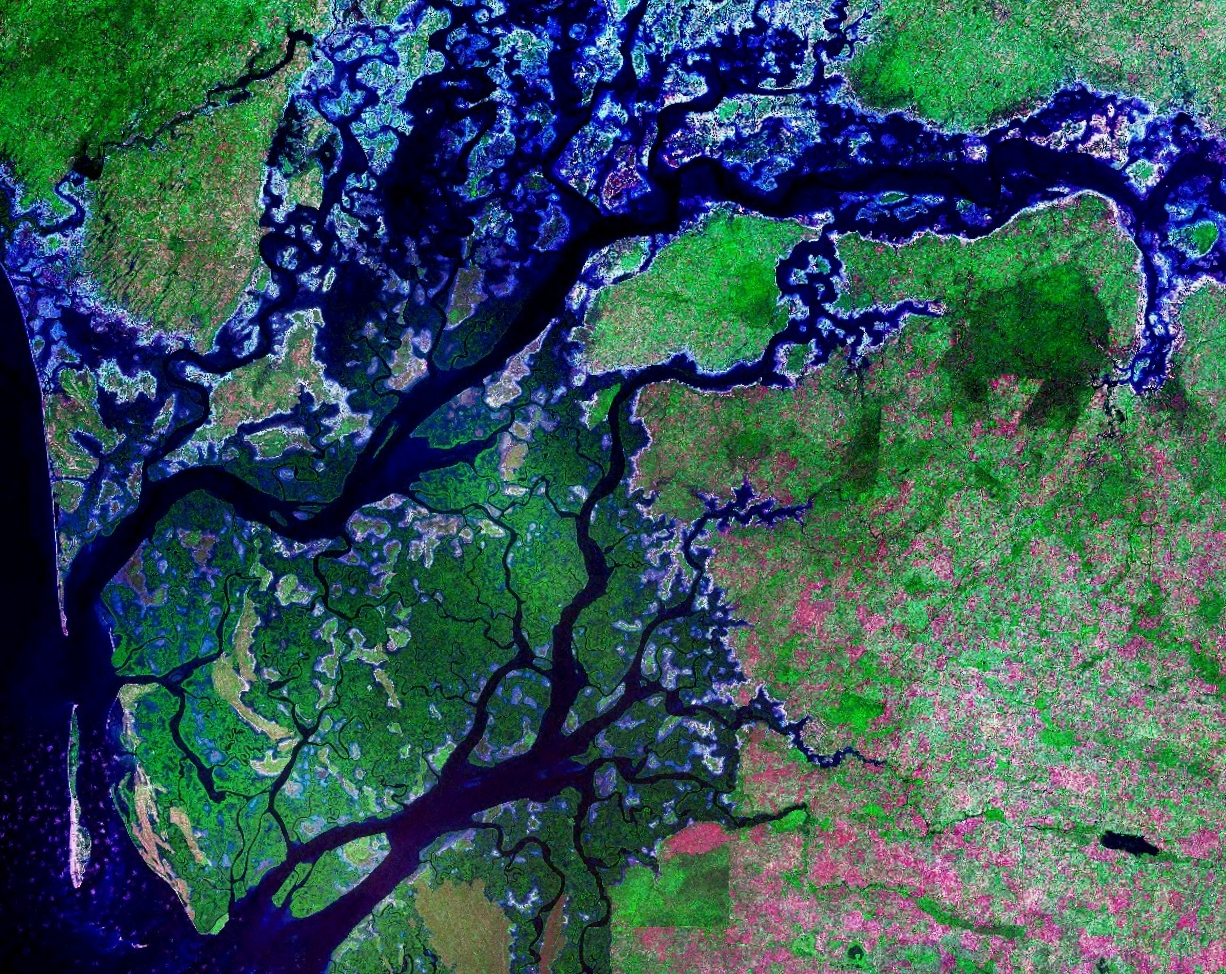
NASA-Satellitenbild Geocover 2000
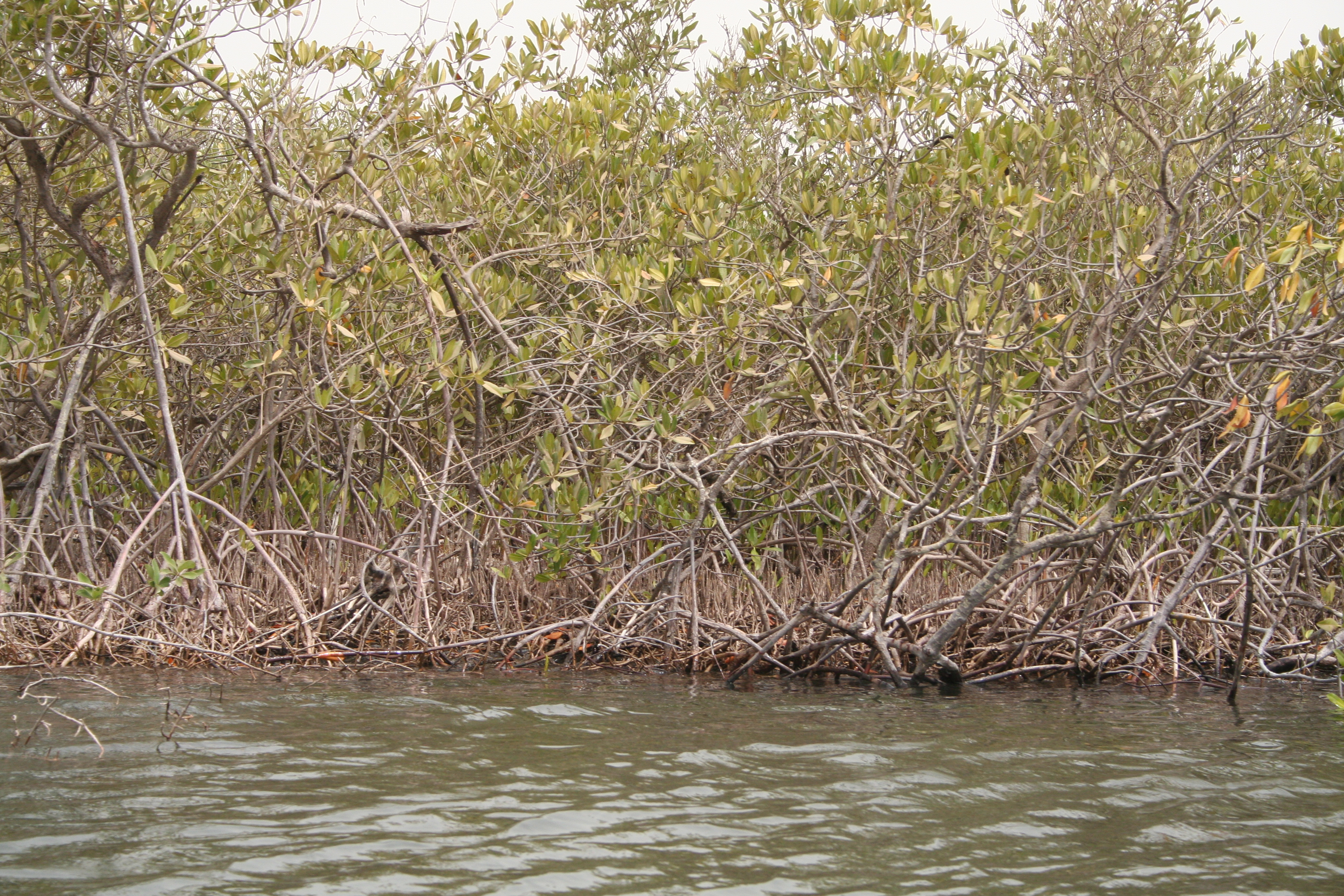
Mangroven im Saloum-Nationalpark
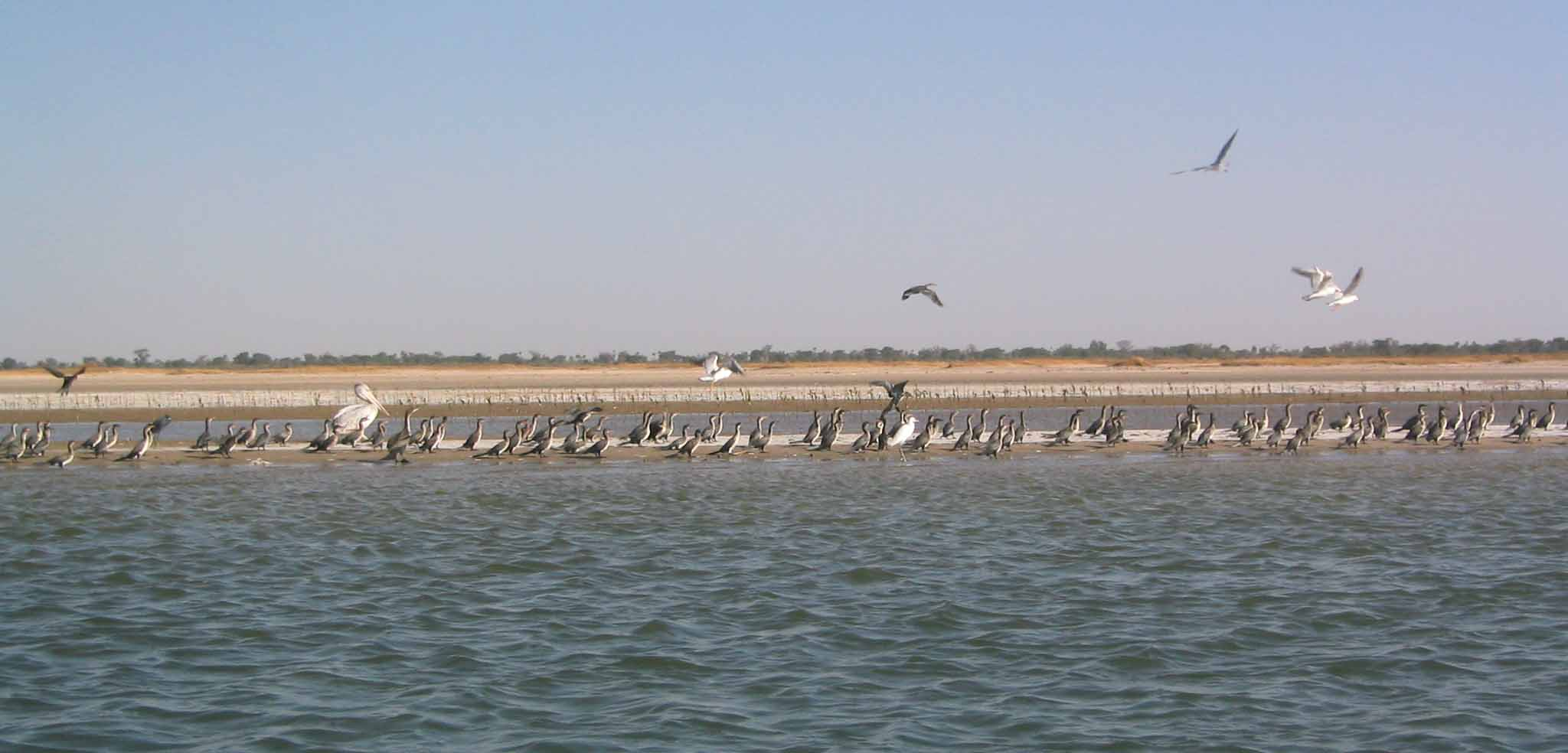
Die île des oiseaux („Insel der Vögel“) im Saloum-Nationalpark